# Berliner Kammerbrettl
Das Berliner Kammerbrettl war ein Kabarett, das nach dem Zweiten Weltkrieg von Hans Joachim Heinrichs im Café Wiesner am Berliner S-Bahnhof Ostkreuz gegründet wurde. Es widmete dem urwüchsigen Berliner Humor sowie der kritischen, zeitbezogenen Parodie und Satire besondere Aufmerksamkeit. 
Zunächst trat Heinrichs nur mit dem Parodisten und Sketchpartner Otto John (Parodist) in Kurzprogrammen auf. Der bekannte Humorist Fredy Sieg glänzte dann neben Lotte Partyka und Ilse Maybrid in seiner ersten Kabarettrevue „Gibt es denn noch Liebe?“ (1947). Heinrichs stellte in seinen Studioprogrammen nicht nur junge Talente vor, sondern bemühte sich auch um die Förderung eines zeitgenössischen Repertoires. Bekannte Künstler wie Gerhard Froboess, Trude Lehmann, Hans Lugerti, Ursula Müller, Willi Rose und Hans Rose, Ursula Friese, Lotte Werkmeister, Gerhard Wollner, Günther Hintze und als junges Talent Eberhard Cohrs spielten in seinen Programmen. Nach der Kleinstrevue „Nante wieder in Berlin“ mit Lotte Partyka, Anni Neumann und Fredy Schütz als Nante löste sich das Berliner Kammerbrettl 1949 auf.